# Anna Jacobsdatter Borrebye
Anna Jacobsdatter Borrebye, född på Lolland 1708, död 1762, var en dansk psalmförfattare. Hon finns representerad i Norges första officiellt godkända psalmbok från 1870.

## Biografi
Anna Jacobsdatter Borrebye föddes på Lolland 1708. Hennes far var Jacob Mortensen Borrebye, präst i Naskov och Branderslev, och hon var näst äldst i en syskonskara på åtta. När hon var sexton år dog hennes mor och hon var tvungen att börja arbeta för sitt uppehälle. Hon sörjde sin mor mycket och började skriva psalmer och sånger för att orka med.
1743 kom hennes psalm- och textsamling Zions Sukke ved Babylons Floder. Verket hade underrubriken Guds Børns Trøste-Tankar I denne Verdens Modgang. Mot slutet av sitt liv blev Anna Jacobsdatter Borrebye sjuk. I ett tillägg i en utgåva av hennes verk från 1797 som har titeln Afskeds sidste Svane-Sang står det att hon på julafon 1761 till följd av sjukdom och smärta blev sängliggande och inte mer kunde stiga upp.
Anna Jacobsdatter Borrebye kom att representeras i mer allmänna psalmböcker än andra kvinnliga psalmförfattare i Danmark från det tidiga 1700-talet. Hon finns med i Magnus Brostrup Landstads samling Hjertesuk til hver dag i Ugen (1841) och i Norges första officiellt godkända psalmbok (1870), som utarbetades och sammanställdes av Landstad. En påskpsalm av henne finns med i Landstads reviderade psalmbok.

## Fotnoter
1. ↑  läs online, www.litteraturpriser.dk .[källa från Wikidata]
2. 1 2  läs online, nordicwomensliterature.net .[källa från Wikidata]